# Missouri City (Texas)
Missouri City [mɪˈzʊɹɪˌsɪtɪ] ist eine Stadt mit 74.259 Einwohnern (Stand: Volkszählung 2020) im US-Bundesstaat Texas, teilweise im Fort Bend County und teilweise im Harris County gelegen. Missouri City liegt im Einzugsbereich von Houston.

## Geschichte
Die Besiedlung des Gebietes der heutigen Stadt begann im Jahre 1894 an. Sie wurde durch verheerende Unwetter des Jahres 1895 gebremst. Im Jahre 1933 gab es nur 86 Einwohner, im Jahre 1940 ca. 100. Die Einwohnerzahl stieg erst dank der Verbreitung der PKW, was ein Pendeln nach Houston ermöglichte. Im Jahre 1970 gab es bereits 4.136 Einwohner, im Jahre 1980 24.423.

## Sehenswürdigkeiten
In der Nähe von Missouri City befinden sich acht Sendemasten für UKW und TV von mindestens 450 m Höhe. Zwei dieser Konstruktionen, der 600,4 Meter hohe Fox-TV-Sendemast und der 600,5 Meter hohe KTRK-TV-Sendemast, stehen nur 30 Meter auseinander und bilden im weiteren Sinne die höchsten „Zwillingstürme“ der Welt. Der KHOU-TV-Sendemast ragt 602 Meter in die Höhe.

## Verkehr
Durch Missouri City führt die US 90A, nordwestlich der Stadt verläuft die US 59 und nordöstlich die Interstate 610.

## Söhne und Töchter der Stadt
- Jake Matthews (* 1992), Footballspieler
- Kendall Sheffield (* 1996), Cornerback u. a. bei den Atlanta Falcons, davor spielte er Football für die Ohio State University
- Bryce Deadmon (* 1997), Sprinter
- Ross Blacklock (* 1998), Defensive End u. a. bei den Houston Texans
- De’Von Achane (* 2001), Footballspieler